# Lophocorona
Die Gattung Lophocorona ist die einzige Gattung der Schmetterlingsfamilie Lophocoronidae und umfasst sechs in Australien endemische Arten.

## Merkmale
Die Falter kommen in Australien vom Westen Perths bis zum Süden Sydneys vor. Diese Familie hat folgende Merkmale: Die äußeren Muskeln des Labrum fehlen, und auch die gut entwickelten Mandibeln weisen keine Muskulatur auf. Das bedeutet, dass die Raupen, von denen man noch keine entdeckt hat, unbewegliche Mandibeln haben müssen. Auch der Saugrüssel hat keine Muskulatur. Ein Metanotum (sklerotisierte Rückenplatte) ist ausgebildet. Die Flügeloberseiten sind nicht beschuppt. Die Tiere haben vier Malpighische Gefäße, die alle in den Darm münden. Im Hinterleib befindet sich das Strickleiternervensystem mit fünf Ganglienpaaren und gut ausgebildeten Verbindungen an der Oberseite.